# DisplayPort

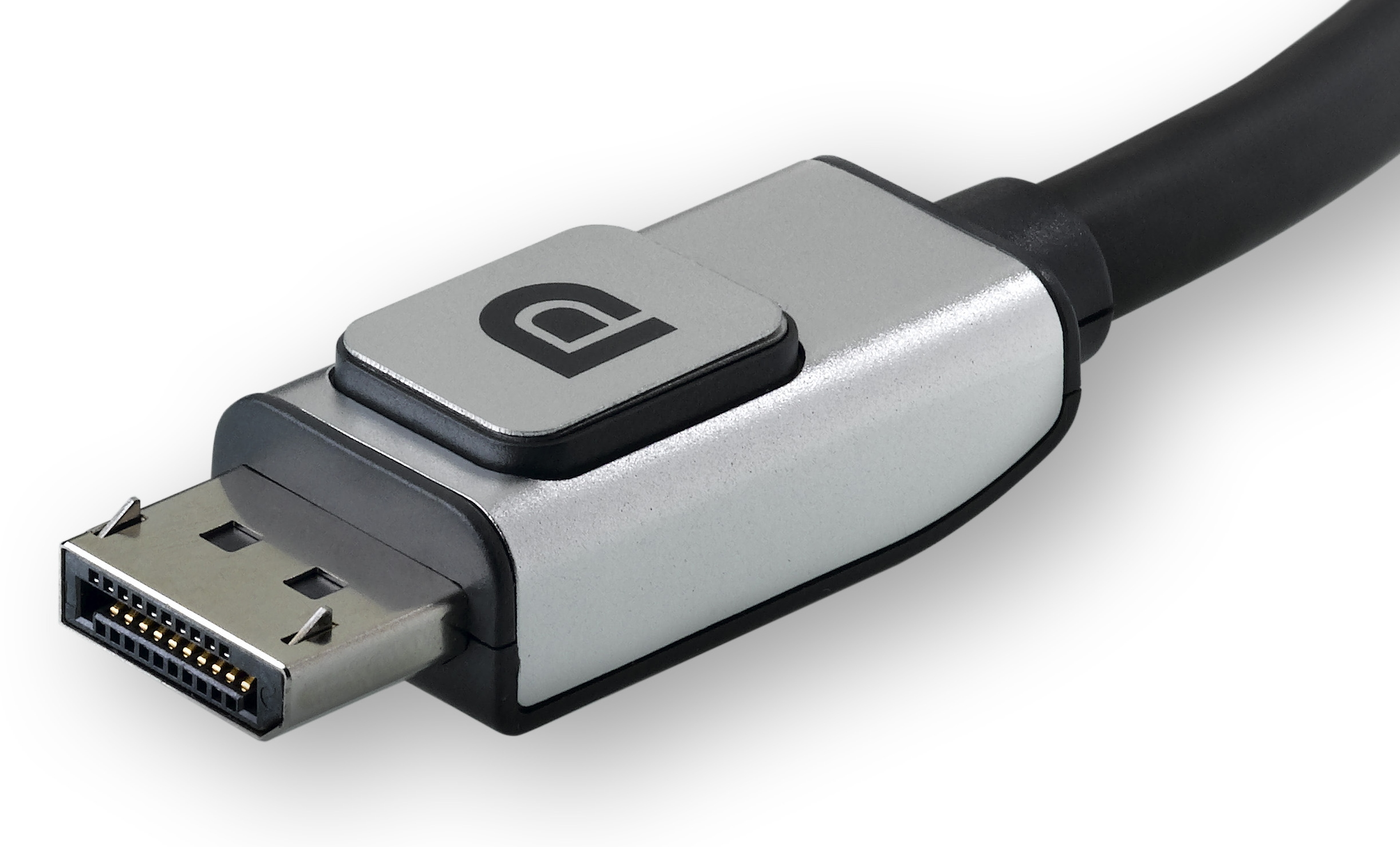
Przewód ze złączem DisplayPort

DisplayPort, DP – uniwersalny interfejs cyfrowy (zatwierdzony w maju 2006) opracowany przez VESA (Video Electronics Standards Association). Głównym zamierzeniem nowego standardu jest połączenie komputer-monitor lub komputer-system kina domowego (w tym projektory, wielkoformatowe wyświetlacze, telewizory itp.).
Złącze DisplayPort obsługuje od 1 do 4 linii transmisyjnych przesyłających dźwięk i obraz z prędkością 1,62 lub 2,7 Gb/s (maksymalnie 10,8 Gb/s przy czterech liniach transmisyjnych). Standard umożliwia jednoczesną dwukierunkową wymianę informacji. Dwukierunkowe pomocnicze kanały (Auxiliary Channel) pracują ze stałą prędkością 1Mb/s, umożliwiając zarządzanie i kontrolę nad strumieniem danych zgodnie ze standardem VESA EDID i VESA MCCS. Sygnał wideo może być zgodny z DVI oraz HDMI pod warunkiem, że urządzenie nadające sygnał ma możliwość przełączenia rodzaju sygnału z DisplayPort na HDMI, DVI lub VGA. Sygnał może być chroniony technologią DRM.
DisplayPort opcjonalnie wyposażony jest w DPCP (DisplayPort Content Protection – ochrona zawartości DisplayPort) ochronę przed kopiowaniem opracowaną przez Philipsa używającą 128-bitowego algorytmu AES (Advanced Encryption Standard).
Połączenie DisplayPort i wyprowadzonej na zewnątrz magistrali PCI Express w jednym złączu tworzy interfejs Thunderbolt.

## Schemat gniazda DisplayPort[3]
| Pin | Funkcja             |
| --- | ------------------- |
| 1   | linia 0 plus        |
| 2   | masa                |
| 3   | linia 0 minus       |
| 4   | linia 1 plus        |
| 5   | masa                |
| 6   | linia 1 minus       |
| 7   | linia 2 plus        |
| 8   | masa                |
| 9   | linia 2 minus       |
| 10  | linia 3 plus        |
| 11  | masa                |
| 12  | linia 3 minus       |
| 13  | config 1 zmasowany  |
| 14  | config 2 zmasowany  |
| 15  | linia aux plus      |
| 16  | masa                |
| 17  | linia aux minus     |
| 18  | detekcja połączenia |
| 19  | powrót zasilania    |
| 20  | zasilanie           |

## Informacje ogólne
DisplayPort jest pierwszym interfejsem wyświetlacza, który opiera się na pakietowej transmisji danych, formie komunikacji cyfrowej występującej w technologiach takich jak Ethernet, USB i PCI Express. Umożliwia to podłączenie zarówno wewnętrznego, jak i zewnętrznego wyświetlacza i w przeciwieństwie do starszych standardów, które przesyłają sygnał zegarowy z każdym wyjściem, protokół DisplayPort opiera się na małych pakietach danych znanych jako mikropakiety, które mogą osadzać sygnał zegara w strumieniu danych. Pozwala to na uzyskanie wyższej rozdzielczości, przy użyciu mniejszej liczby pinów. Użycie pakietów danych sprawia, że DisplayPort jest rozszerzalny, co oznacza, że z czasem mogą być dodawane dodatkowe funkcje, bez znaczących zmian w fizycznym interfejsie.
DisplayPort może być używany do jednoczesnego przesyłania audio i wideo, chociaż każdy z nich jest opcjonalny i może być przesyłany bez drugiego. Ścieżka sygnału wideo może wynosić od sześciu do szesnastu bitów na kanał koloru, a ścieżka audio może zawierać do ośmiu kanałów 24-bitowego, 192 kHz dźwięku PCM, który jest nieskompresowany. Dwukierunkowy, półdupleksowy kanał pomocniczy przenosi zarządzanie urządzeniami i dane sterowania urządzeniem do głównego łącza, takiego jak VESA EDID, MCCS i standardu DPMS. Ponadto interfejs jest w stanie przenosić dwukierunkowe sygnały USB.
DisplayPort używa protokołu sygnału LVDS, który nie jest kompatybilny z DVI czy HDMI. Jednakże porty DisplayPort pracujące w trybie podwójnym (dual-mode) są zaprojektowane do przesyłania jednokanałowego (single-link) protokołu DVI lub HDMI (TMDS) poprzez interfejs DP, za pomocą zewnętrznego adaptera pasywnego. Adapter zapewnia zgodność i konwertuje sygnał z 3,3 V na 5 V. W przypadku analogowych VGA / YPbPr i dwukanałowego (dual-link) DVI, w celu zapewnienia kompatybilności wymagany jest już adapter aktywny i nie jest wykorzystywany tu tryb podwójny. Aktywne adaptery VGA są zasilane bezpośrednio ze złącza DisplayPort, natomiast aktywne adaptery DVI dual-link zwykle opierają się na zewnętrznym źródle zasilania, takim jak USB.

## Wersje

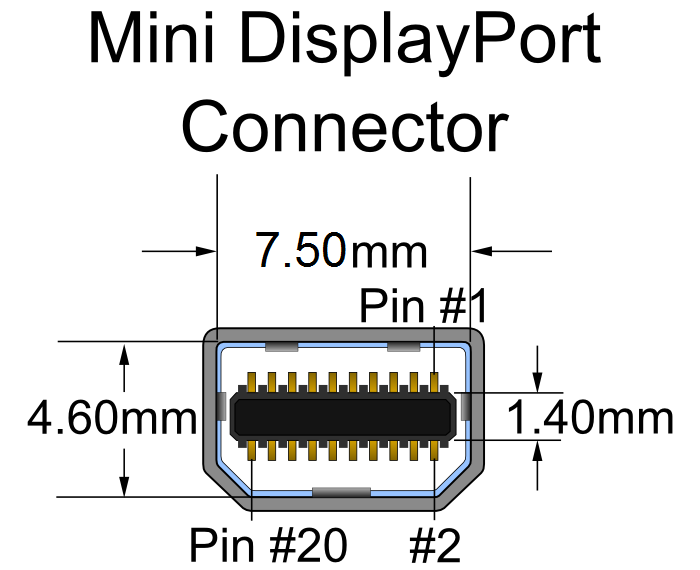
Schemat gniazda

### 1.0 do 1.1
Pierwsza wersja, 1.0, została zatwierdzona przez VESA w dniu 3 maja 2006. Wersja 1.1 została zatwierdzona w dniu 2 kwietnia 2007, a wersję 1.1a zatwierdzono w dniu 11 stycznia 2008. DisplayPort 1.0 – 1.1a zapewnia maksymalną przepustowość 10,8 Gbit/s (szybkość transmisji 8,64 Gbit/s), wykorzystując standardowe łącze czteropasmowe. Przewody DisplayPort o długości do 2 metrów powinny zapewniać pełną przepustowość 10,8 Gbit/s. DisplayPort 1.1 umożliwia urządzeniom zastosowanie alternatywnych mediów przewodzących, takich jak światłowody, umożliwiając znacznie większy zasięg od źródła do wyświetlacza bez degradacji sygnału, choć alternatywne implementacje nie są standaryzowane. W dodatku do DisplayPort Content Protection (DPCP), obejmuje również HDCP. Normę dotyczącą DisplayPort 1.1a można pobrać bezpłatnie ze strony internetowej VESA.

### 1.2
Wersja 1.2 DisplayPort została wprowadzona 7 stycznia 2010. Najbardziej znaczącym ulepszeniem w nowszej wersji jest podwojenie przepustowości do 17,28 Gbit/s w trybie High Bit Rate 2 (HBR2), co pozwoliło na zwiększenie rozdzielczości, wyższe częstotliwości odświeżania i uzyskanie większej głębi kolorów. Inne usprawnienia obejmują możliwość istnienia wielu niezależnych strumieni wideo (połączenie szeregowe z wieloma monitorami) zwanych transportem wielostrumieniowym (Multi-Stream Transport), usprawnienia w przesyłaniu stereoskopowego 3D, zwiększoną przepustowość kanału AUX (od 1 Mbit/s do 720 Mbit/s), więcej przestrzeni kolorów, w tym xvYCC, scRGB i Adobe RGB 1998 oraz Global Time Code (GTC) dla synchronizacji audio / wideo poniżej 1 µs. Firma Apple Inc. wprowadziła również złącze Mini DisplayPort, które jest znacznie mniejsze i zostało zaprojektowane do laptopów i innych małych urządzeń. Jest ono zgodne z nowym standardem.

### 1.2a
Wersja 1.2a DisplayPort została wydana w styczniu 2013 i może opcjonalnie zawierać Adaptacyjną Synchronizację VESA (VESA’s Adaptive Sync). FreeSync firmy AMD wykorzystuje do działania funkcję Adaptive-Sync. FreeSync po raz pierwszy zademonstrowano na targach CES 2014 na laptopie Toshiba Satellite, wykorzystując funkcję samo-odświeżania panelu (Panel-Self-Refresh – PSR) ze standardu Embedded DisplayPort. Za sprawą propozycji AMD, VESA zaadaptowała funkcję PSR do użytku w autonomicznych wyświetlaczach i dodała ją pod nazwą „Adaptive-Sync” do głównego standardu DisplayPort jako opcjonalną w wersji 1.2a. Jako że jest to funkcja opcjonalna, wsparcie dla Adaptive-Sync nie jest wymagane do zgodności z DisplayPort 1.2a.

### 1.3
Wersja 1.3 DisplayPort została zatwierdzona 15 września 2014. Standard ten zwiększa ogólną przepustowość transmisji do 32,4 Gbit/s dzięki nowemu trybowi HBR3 o prędkości 8,1 Gbit/s na pas (do 5,4 Gbit/s z HBR2 w wersji 1.2), przy całkowitej przepustowości danych 25,92 Gbit/s po uwzględnieniu kosztu kodowania 8b/10b. Taka przepustowość jest wystarczająca dla wyświetlaczy 4K UHD (3840 × 2160) przy 120 Hz z 24-bitowym/px kolorem RGB, wyświetlaczy 5K (5120 × 2880) przy 60 Hz z 30-bitowym/px kolorem RGB lub wyświetlaczy 8K UHD (7680 × 4320) przy 30 Hz z 24-bitowym/px kolorem RGB. Używając Multi-Stream Transport (MST), DisplayPort może sterować dwoma wyświetlaczami 4K UHD (3840 × 2160) przy częstotliwości 60 Hz lub maksymalnie czterema wyświetlaczami WQXGA (2560 × 1600) przy 60 Hz z 24-bitowym/px kolorem RGB. Nowy standard obejmuje obowiązkowy tryb Dual dla adapterów DVI i HDMI, implementujący standard HDMI 2.0 i ochronę zawartości HDCP 2.2. Standard połączenia Thunderbolt 3 początkowo miał obejmować funkcję DisplayPort 1.3, ale ostateczna wersja wspierała jedynie wersję 1.2. Funkcja Adaptive Sync VESA w wersji 1.3 DisplayPort pozostaje opcjonalną częścią specyfikacji.

### 1.4
Wersja 1.4 DisplayPort została opublikowana 1 marca 2016. Nie zdefiniowano żadnych nowych trybów transmisji, więc HBR3 (32,4 Gbit/s) wprowadzony w wersji 1.3 nadal pozostał najwyższym dostępnym trybem. DisplayPort 1.4 dodaje obsługę Display Stream Compression 1.2 (DSC), Forward Error Correction, metadane HDR10 zdefiniowane w CTA-861.3, w tym metadane statyczne i dynamiczne oraz przestrzeń barw Rec. 2020, dla współdziałania z HDMI i rozszerza maksymalną liczbę wbudowanych kanałów audio do 32.
DSC to „wizualnie bezstratna” technika kodowania o współczynniku kompresji do 3:1. [22] Używając DSC z szybkościami transmisji HBR3, DisplayPort 1.4 może obsługiwać 8K UHD (7680 × 4320) przy 60 Hz z 30-bitowym/px kolorem RGB i HDR lub 4K UHD (3840 × 2160) przy 120 Hz z 30-bitowym/px kolorem RGB i HDR. 4K przy 60 Hz z 30-bitowym/px kolorem RGB i HDR można uzyskać bez konieczności korzystania z DSC. Na wyświetlaczach, które nie obsługują DSC, maksymalne limity nie zmieniły się od DisplayPort 1.3 (4K 120 Hz, 5K 60 Hz, 8K 30 Hz).

### 1.4a
DisplayPort w wersji 1.4a został opublikowany w kwietniu 2018. VESA nie opublikowała oficjalnego komunikatu ani komunikatu prasowego. Żadna lista zmian w wersji 1.4a również nie została opublikowana.

### 2.0
Zgodnie z planem opublikowanym przez VESA we wrześniu 2016 r., Nowa wersja DisplayPort miała zostać wprowadzona na początku 2017 r. Poprawiłoby to szybkość łącza z 8,1 do 10,0 Gbit/s, co oznacza wzrost o 24%. Zwiększyłoby to całkowitą przepustowość z 32,4 Gbit/s do 40,0 Gbit/s.
Mimo to, w 2017 r. nie została wydana żadna nowa wersja. Najprawdopodobniej opóźnienie pojawiło się, aby móc wprowadzić dalsze ulepszenia po ogłoszeniu w styczniu 2017 r. przez HDMI Forum, że ich następny standard (HDMI 2.1) będzie oferował przepustowość do 48 Gbit/s. Zgodnie z komunikatem prasowym z 3 stycznia 2018 r. „VESA jest obecnie zaangażowana w opracowywanie kolejnej generacji standardu DisplayPort, z planami zwiększenia szybkości przesyłania danych przez DisplayPort dwukrotnie i więcej. VESA planuje opublikować tę aktualizację w ciągu najbliższych 18 miesięcy”.
W CES 2019, VESA ogłosiła, że nowa wersja będzie obsługiwać 8K @ 60 Hz bez kompresji i oczekiwano, że zostanie wydana w pierwszej połowie 2019 roku.
26 czerwca 2019 VESA oficjalnie wydała standard DisplayPort 2.0. VESA stwierdziła, że DP 2.0 jest pierwszą dużą aktualizacją standardu DisplayPort od marca 2016 i zapewnia około trzykrotną poprawę szybkości transmisji danych (z 25,92 do 77,37 Gbit/s) w porównaniu z poprzednią wersją DisplayPort (1.4a), jak również inne nowe możliwości, aby sprostać przyszłym wymaganiom wydajności tradycyjnych wyświetlaczy. Obejmują one poza rozdzielczości 8K wyższe częstotliwości odświeżania i obsługę wysokiego zakresu dynamicznego (HDR) w wyższych rozdzielczościach, ulepszoną obsługę wielu konfiguracji wyświetlania, a także lepsze wrażenia przy korzystaniu z wyświetlaczy rozszerzonej/wirtualnej rzeczywistości (AR/VR), w tym obsługę 4K i wyższe rozdzielczości VR.
28 lutego 2022 r. VESA ogłosiła swój program certyfikacji dla produktów wideo, wyświetlaczy i kabli obsługujących DisplayPort UHBR (Ultra-high Bit Rate), wyższe prędkości łącza danych obsługiwane przez standard DisplayPort w wersji 2.0. Dwa nowe, certyfikowane przez VESA przewody DP40 i DP80 UHBR. Ten pierwszy musi obsługiwać szybkość łącza UHBR10 (10 Gb/s) i pełny tryb czteropasmowy, zapewniając maksymalną przepustowość 40 Gb/s. Przewody DP80 muszą z kolei zapewniać 20 Gb/s (spełniać UHBR20), co przy czteropasmowym trybie zapewni maksymalną przepustowość rzędu 80 Gb/s. Małe zamieszanie wprowadzi tylko standard DP80, bo w jego ramach przewody będą także obsługiwać szybkość łącza UHBR13,5 (13,5 Gb/s).